# Cornelia Hendrikse-Maas
Cornelia Louisa Christina Hendrikse-Maas (Aardenburg, 2 december 1885 – Roosendaal, 15 juli 1996) was vanaf 7 mei 1996 de oudste inwoner van Nederland, na het overlijden van Johanna van Dommelen-Hamer. Zij heeft deze titel 69 dagen gedragen.
Hendrikse-Maas overleed op de leeftijd van 110 jaar en 226 dagen. Haar opvolgster als oudste Nederlander was Geertje Roelinga-de Groot.